# Sylvio Lazzari

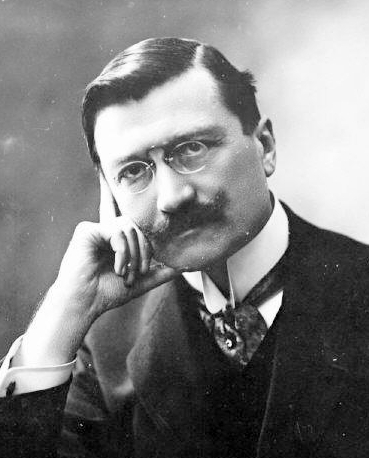
Sylvio Lazzari

Sylvio Lazzari, eigentlich Josef Fortunat Silvester, (* 30. Dezember 1857 in Bozen; † 10. Juni 1944 in Suresnes, Frankreich) war ein französischer Komponist mit österreichischen Wurzeln.

## Leben
Lazzari wurde in Südtirol geboren und legte dort die Matura ab. Anschließend studierte er an der Universität Innsbruck und schloss sich dort dem Corps Gothia Innsbruck an. Nach Fortsetzung seines Studiums in München schloss er sein Studium in Wien 1882 mit einer Promotion ab. Im Jahr 1882 kam er nach dem Studium der Rechtswissenschaften nach Paris. Am Pariser Konservatorium studierte er bei Ernest Guiraud und Charles Gounod. Von Ernest Chausson und César Franck ermutigt, bei dem er auch Unterricht nahm, ließ sich Lazzari in Frankreich nieder und erhielt 1896 die französische Staatsangehörigkeit. Er bekleidete verschiedene offizielle Ämter, einschließlich das des Präsidenten der Wagner-Gesellschaft (ab 1894) und des Chorleiters an der Opéra de Monte Carlo.
1894 wurde er für sein Werk mit dem Ritterkreuz der Ehrenlegion ausgezeichnet.

## Werke
Orchester:
- Marche pour une fête joyeuse (1903)
- Effet de Nuit (Fact of Night)
- Symphonic Tableau nach Paul Verlaine (1904)
- Sinfonie in Es (1907)
- Tableaux maritimes (1919/20)
- Suite in F-Dur, op. 23 (1922)
- Faust (Schauspielmusik, Goethe) (1925)

Konzerte:
- Concertstück, op. 18, für Klavier und Orchester, (1887), (1894)
- Rapsodie für Violine und Orchester (1922)

Salonorchester:
- Perdu en mer (1926)
- Escualdune (visions basques) (1927)
- Fête bretonne (1927)
- La chanson du moulin (1928)
- Cortège nocturne (1929)

Kammermusik:
- Klaviertrio, op. 13 (1889)
- Violinsonate, op. 24 (1894)
- Streichquartett, op. 17a (1887-8)
- Barcarolle für Cello und Klavier (1912)
- Oktett, op. 20, für Flöte, Oboe, Klarinette, Englischhorn, 2 Fagotte und 2 Hörner (1920)
- Scherzo für Violine und Klavier (1931)

Klavier:
- Valse brillante, op. 4 (1884)
- Valses caractéristiques (1886–8)
- Suite, op. 14 (1891)
- 3 pièces, op. 16 (1892)
- 2 miniatures (1895)
- Petite esquisse (1903)
- Rapsodie hongroise (1903)
- Romanzetta (1923)
- Cordace (Danse grecque)(1925)

Orchesterlieder:
- 2 poèmes (M. Dumont, P. Verlaine), op. 30 (1901), (S. Mallarmé, 1903)
- Le cavalier d’Olmedo (nach L. de Vega) (1918)
- Le nouveau Christ (H. Bataille) (1918)
- La fontaine de pitié (Bataille) (1920)

Lieder u. a.:
- Vieux motif (L. B.) (1884)
- L’amour d’après Ninette (G. Richard) (1887)
- A l’absente (P. Verlaine, J. Lahor, anon.) (1892)
- L’oiseau; Au printemps; La jeune fille et la rose (Lazzari), 4 Stimmen (1893)
- 3 mélodies (P. Verlaine, L. Bowitsch, L. Benedite), op. 19 (1894)
- L’automne (A. de Lamartine), 3 Stimmen, Klavier ad lib (1894)
- 3 duos (Lazzari), op. 21, für Sopran und Bariton (1894)
- 2 poèmes (M. Dumont, P. Verlaine), op. 30 (1901)
- 3 poésies d’E. Blémont d’après H. Heine (1906)
- Le cavalier d’Olmedo (nach L. de Vega) (1918)
- Le nouveau Christ (H. Bataille) (1918)
- La fontaine de pitié (Bataille) (1920)

Bühnenwerke:
- Lulu (1889), Pantomime in einem Akt
- Armor (1896), Oper in drei Akten
- La lépreuse, auch L'ensorcelé (komponiert 1899, Uraufführung 1912), Tragédie légendaire in drei Akten
- Melænis (komponiert 1907, Uraufführung 1927), Oper in fünf Akten
- Le sauteriot (1918), Drame lyrique in drei Akten
- La tour de feu (1928), Drame lyrique in drei Akten[2]